# 上斯特克霍爾茨

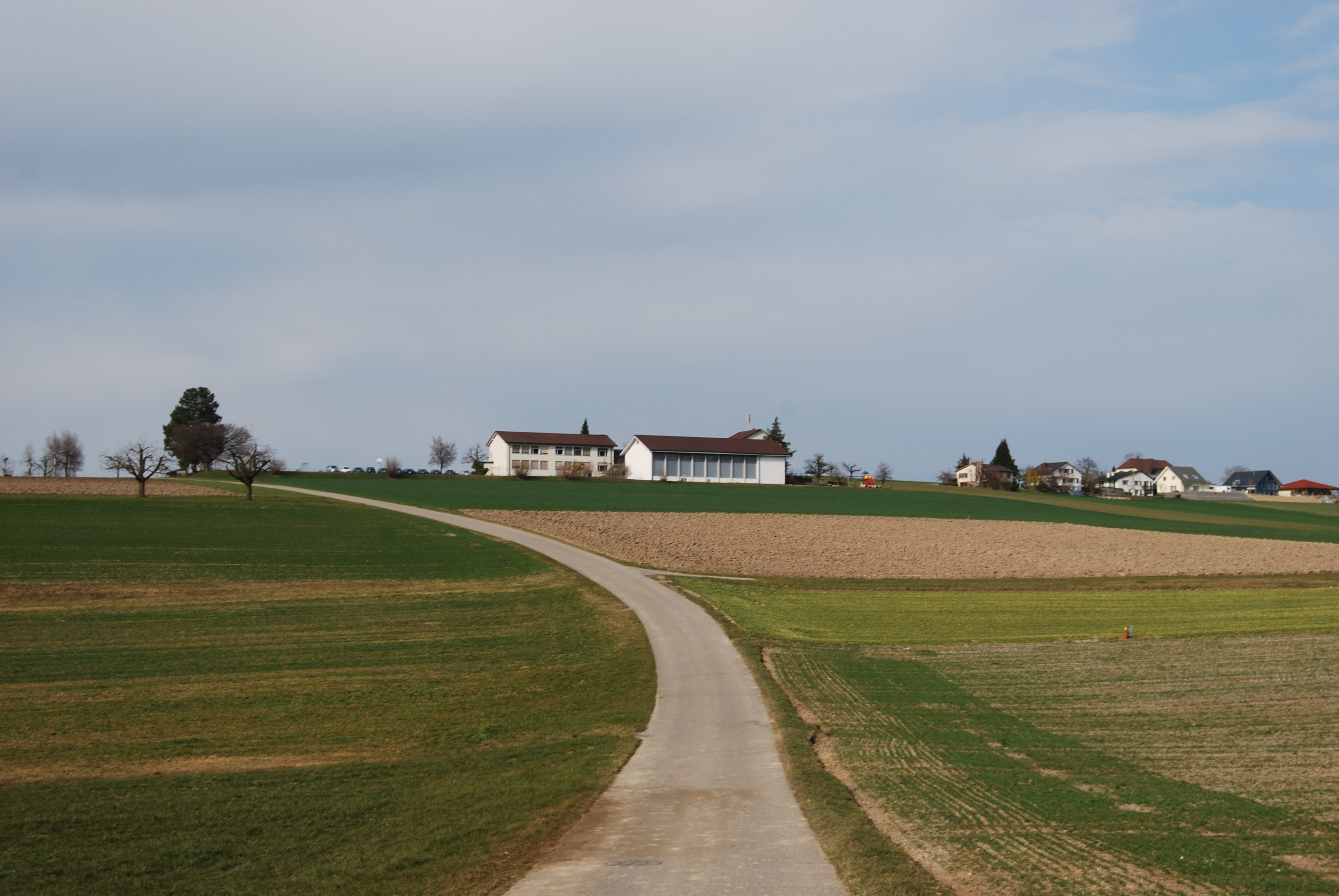

上斯特克霍爾茨是瑞士的城鎮，位於該國中西部，由伯恩州負責管轄，面積3.9平方公里，海拔高度525米，2011年人口428，八成人口信奉基督教，人口密度每平方公里110人。